# 兵庫県弁護士会
兵庫県弁護士会（ひょうごけんべんごしかい）とは日本に52ある弁護士会の一つである。兵庫県内の法律事務所に所属する弁護士が所属している。

## 概要
明治中期の1893年（明治26年）に「神戸弁護士会」として設立された。「神戸」の名称は裁判所や検察庁名に合わせたものだった。
「県名の方が組織の実態を正確に示す」という理由で1998年（平成10年）3月に「兵庫県弁護士会」への改称が決定され、1年間の周知期間を経て1999年（平成11年）4月1日に「兵庫県弁護士会」へ改称された。
地裁単位では最多の神戸地裁9支部に対応した9の支部がある弁護士会である。